# Hurricane (groep)
Hurricane is een Servische muziekgroep die in 2017 werd opgericht door Zoran Milinković. 

## Biografie
Hurricane werd in 2017 opgericht door Sanja Vučić (die Servië vertegenwoordigde op het Eurovisiesongfestival 2016), Ivana Nikolić en Ksenija Knežević. Begin 2020 nam de groep deel aan Beovizija, de Servische preselectie voor het Eurovisiesongfestival. Met het nummer Hasta la vista wist Hurricane met de zegepalm aan de haal te gaan, waardoor ze Servië mochten vertegenwoordigen op het Eurovisiesongfestival 2020. Het festival werd evenwel geannuleerd vanwege de COVID-19-pandemie.
In december 2020 bevestigde de Servische openbare omroep dat Hurricane intern was geselecteerd voor deelname aan het Eurovisiesongfestival 2021. Daar traden ze aan met het nummer Loco loco. Ze haalden de finale en eindigden daarin als 15de.
Ksenija is de dochter van beroemde popster Knez, die voor Montenegro deelnam aan het Eurovisiesongfestival 2015, waarbij zijzelf tot de achtergrondzangers behoorde.
2007: Marija Šerifović · 
2008: Jelena Tomašević feat. Bora Dugić · 
2009: Marko Kon & Milaan · 
2010: Milan Stanković · 
2011: Nina Radojčić · 
2012: Željko Joksimović · 
2013: Moje 3 · 
2015: Bojana Stamenov · 
2016: Sanja Vučić · 
2017: Tijana Bogićević · 
2018: Sanja Ilić & Balkanika · 
2019: Nevena Božović · 
2021: Hurricane · 
2022: Konstrakta · 
2023: Luke Black · 
2024: Teya Dora · 
2025: Princ